# Борба паса
Борба паса је крвави спорт који се организује између два пса у циљу забаве. Приходи се најчешће остварују кроз плаћање улазница за гледање догађаја и клађење.

## Историја
Борбе паса су забиљежене у историјским документима многих цивилизација и култура и претпоставља се да постоји од самог припитомљавања пса. Кроз историју многе сорте паса су намјенски укрштане у циљу стварања борбеног пса, на основу њихове снаге, брзине и агресивности. 
Крвави спортови са псима су забиљежени још у вријеме крвавих борби у Колосеуму, у Римском царству. Данас се овај крвави спорт најчешће повезује са Енглезима, код којих је развијана са посебном пажњом посљедњих 6 вијекова, са највећом популарношћу у 16. вијеку.
Овакав вид забаве је и данас популаран широм свијета, при чему је у многим државама незаконит.